# Csepel-Erdősor
Pour les articles homonymes, voir Csepel.
Erdősor (/ˈɛɾdøːʃoɾ/) est un quartier de Budapest situé dans le 21e arrondissement de Budapest sur l'Île de Csepel. 